# Attack! Attack! (album)
Attack! Attack! è l'omonimo album di debutto della band alternative rock gallese Attack! Attack!. L'album è stato pubblicato il 6 ottobre 2008. La canzone You and Me è tra la lista delle canzoni del gioco Guitar Hero 5.

## Tracce dell'album
1. Honesty – 2:53
2. You And Me – 3:29
3. This Is A Test – 2:30
4. Too Bad Son – 3:42
5. From Now On – 4:25
6. Say It To Me – 3:31
7. Lights Out – 2:53
8. Home Again – 2:40
9. Lost For Words – 3:04
10. Time Is Up – 2:50

## Membri
- Neil Starr - voce, chitarra
- Ryan Day - chitarra, coro
- Will Davies - basso
- Mike Griffiths - batteria